# Wharenui

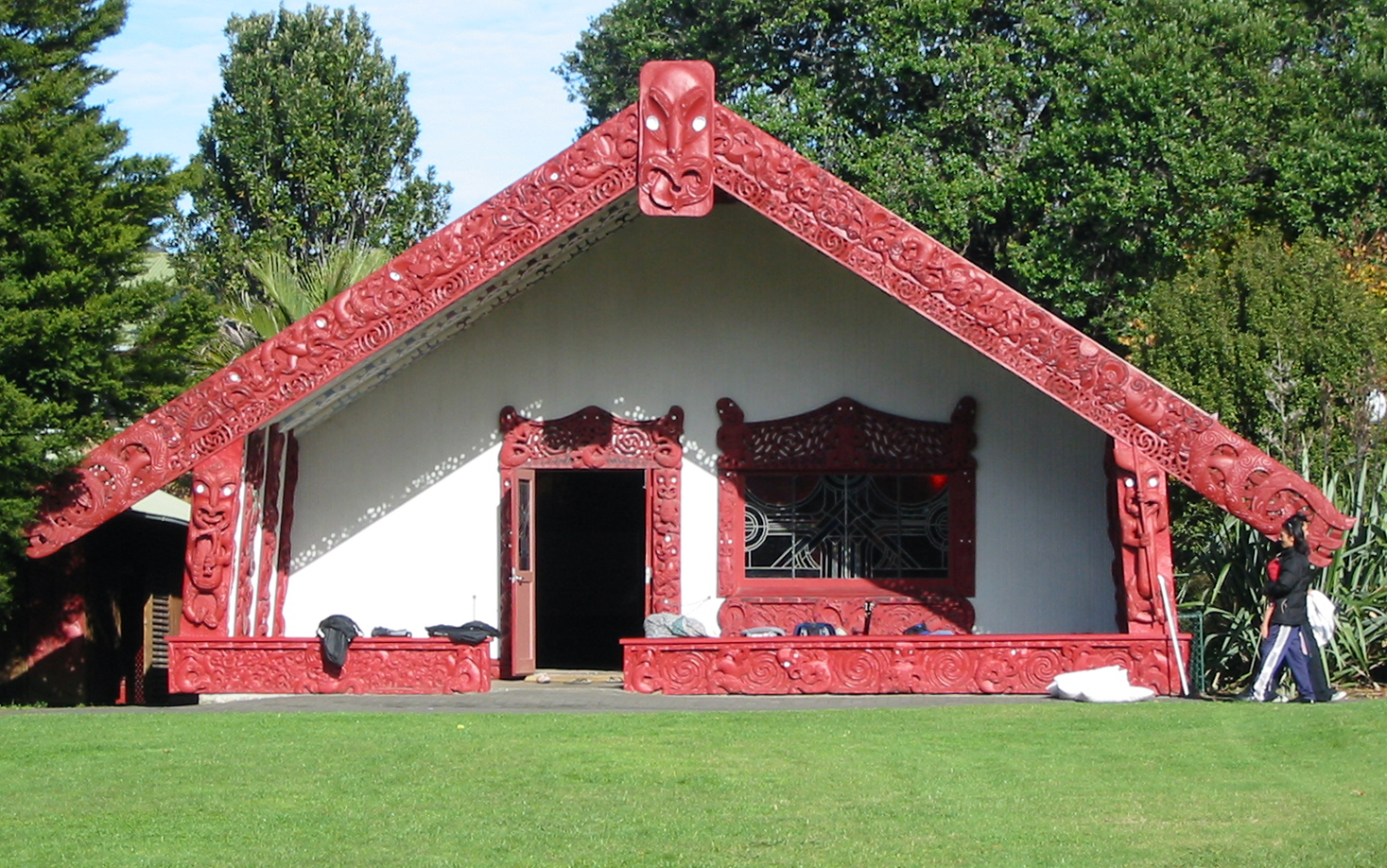
Tānenuiarangi, el wharenui en marae Waipapa, Universidad de Auckland.

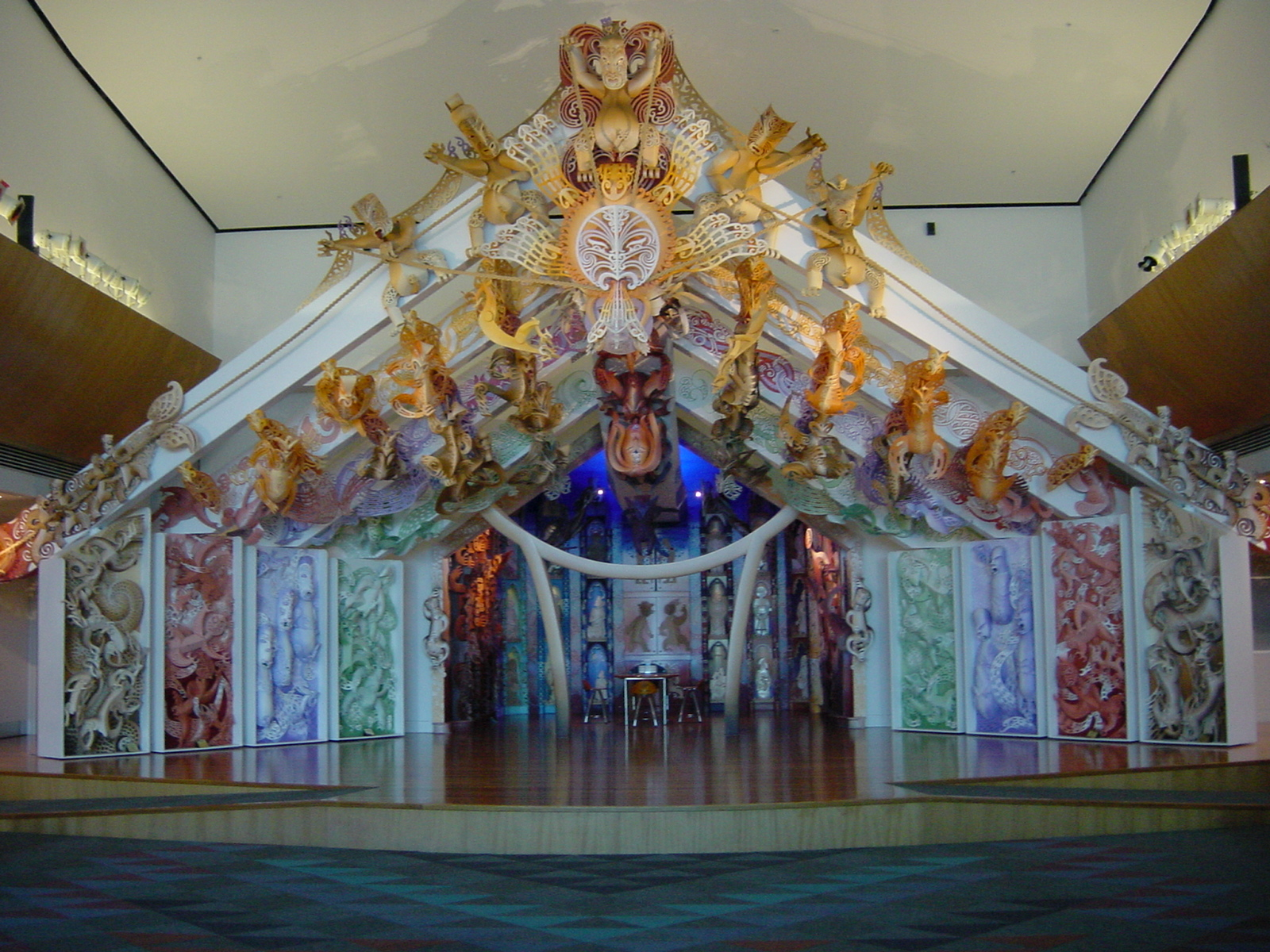
Un moderno wharenui en Te Papa Tongarewa, Wellington.

Un wharenui (/ˈfaɾɛnʉ.i/, literalmente "casa grande") es la casa comunal y de reunión de los maoríes de Nueva Zelanda, generalmente considerado como el punto focal de un marae. Aunque estas construcciones estén consideradas sagradas, no lo son en la manera de una iglesia u otro lugar de adoración, aunque sí que se suelen celebrar rituales religiosos dentro o frente a la wharenui. En la mayoría de marae, no se puede comer dentro de la casa comunal.
El estilo arquitectónico de los wharenui se originó a principios del siglo XIX. A menudo están talladas por dentro y fuera con imágenes estilizadas de los ancestros de la iwi («tribu»). Estos estilos varían de una iwi a otra. Las wharenui modernas siguen un modelo de construcción estándar. 
Las wharenui siempre tienen nombres, a veces el nombre de un antepasado famoso o a veces un personaje de la mitología maorí. 
Las wharenui se construyen donde resida la tribu o a veces también donde haya una importante comunidad de maoríes, por lo general, un centro escolar o universitario con muchos alumnos Māori.

## Terminología
En inglés neozelandés se las conoce como meeting houses (concepto asociado a la cultura protestante, «lugar de reunión»), o a veces sencillamente se les llama whare (término genérico para casa o edificio).
En lengua maorí también se las llama whare rūnanga («casa de reuniones») o whare whakairo («casa tallada»)

## Estructura

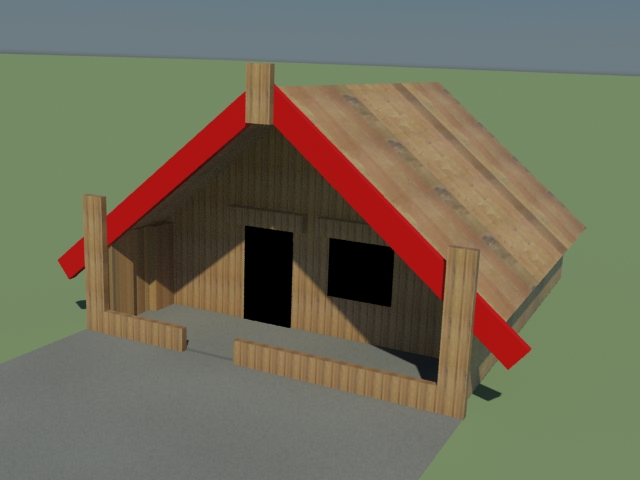
El maihi en rojo.

El edificio a menudo simboliza un antepasado de la iwi. En este sentido las diferentes partes del edificio hacen referencia a las partes de cuerpo de aquel antepasado:
- El koruru en el punto del gable en el frente del wharenui puede representar la cabeza del antepasado.
- Los maihi (entarimados de tablero diagonales) representan los brazos; los extremos del maihi se llaman raparapa, que significa "dedos".
- El tāhuhu (caballete) representa la columna vertebral.
- Los heke (cabios laterales) representan costillas.
- Internamente, el poutokomanawa (poste central) puede ser interpretado como el corazón.

Otros componentes importantes del wharenui incluye:
- El amo, los soportes verticales sobre los que se apoya el maihi
- El poupou, o talla de pared debajo el veranda.
- Kūwaha, la puerta principal, junto con el pare o dintel de puerta.
- El paepae, el elemento horizontal en el suelo frente al wharenui, hace de umbral del edificio.

El marae ātea comprende el espacio abierto directamente delante del wharenui y se usa para recibir a los visitantes del marae. También sirve como una área en qué para debatir asuntos.

## Protocolos
Las wharenui son el centro de cualquier asunto que sea pertinente a los miembros de la iwi en conjunto.
- Se suele permitir a los visitantes del pueblo a trasnochar en la wharenui.
- Los eventos ceremoniales como la boda o el funeral  tienen lugar en la wharenui o en el marae ātea, delante de la casa.
- En el wharenui es común que los maoríes sigan unas reglas de conducta muy estrictas, el cual está considerado un ámbito  de unidad y paz. En el caso de que cualquiera tuviese un devenir irascible o violento, se le pediría abandonar la wharenui.